# Chile ved sommer-OL 2024
Chile deltog i sommer-OL 2024 i Paris, Frankrig i perioden 26. juli til 11. august 2024.
Chiles flagbærere ved åbningsceremonien var Nicolás Jarry og Antonia Abraham.

## Medaljer
| 2024 Paris | Guld | Sølv | Bronze | Total |
| Chile      | 1    | 1    | 0      | 2     |

### Medaljevinderne
| Frankrig under sommer-OL 2024 i Paris | Frankrig under sommer-OL 2024 i Paris | Frankrig under sommer-OL 2024 i Paris | Frankrig under sommer-OL 2024 i Paris | Frankrig under sommer-OL 2024 i Paris |
| Medalje                               | Navn                                  | Sport                                 | Event                                 | Dato                                  |
| ------------------------------------- | ------------------------------------- | ------------------------------------- | ------------------------------------- | ------------------------------------- |
| Guld                                  | Francisca Crovetto                    | Skydning                              | Women's skeet                         | 4. august                             |
| Sølv                                  | Yasmani Acosta                        | Brydning                              | Mændenes 130 kg græsk-romersk stil    | 6. august                             |